# シアトル・トロリーバス
シアトル・トロリーバス（英語: Trolleybuses in Seattle）は、アメリカ合衆国の都市・シアトルのトロリーバス。アメリカ合衆国に現存するトロリーバス路線の1つで、2024年現在はメトロ（キング郡メトロ）によって運営されている。

## 歴史
1930年代、アメリカ合衆国を含む世界各地で路面電車に代わる公共交通機関として、低コストかつ利便性に長けたトロリーバスへの注目が高まっていた。その流れを受け、シアトルでも当時赤字が深刻化していた路面電車（シアトル市営ストリート鉄道）やケーブルカーの置き換えを目的としてトロリーバスの導入が検討されるようになり、1937年にデモンストレーション走行が実施された。この時点では世界恐慌の影響もあり導入は否決されたものの、その後財政改善の一環として公共交通機関の運営組織が再建される中でトロリーバスの導入が決定し、1939年から車両の大量導入や施設の工事が実施された。そして1940年4月18日に最初のトロリーバス路線となる13号線（19番街線、19th Avenue Line）が営業運転を開始した。以降シアトルでは急速に路面電車がトロリーバスに置き換えられ、1941年4月13日までに路面電車やケーブルカーは廃止された。また、同時期は第二次世界大戦の影響でガソリンを用いる路線バスの運用が制限されていた事を受けてトロリーバスの利用客が急増し、1944年には年間利用客数が1億3,000万人を記録した。

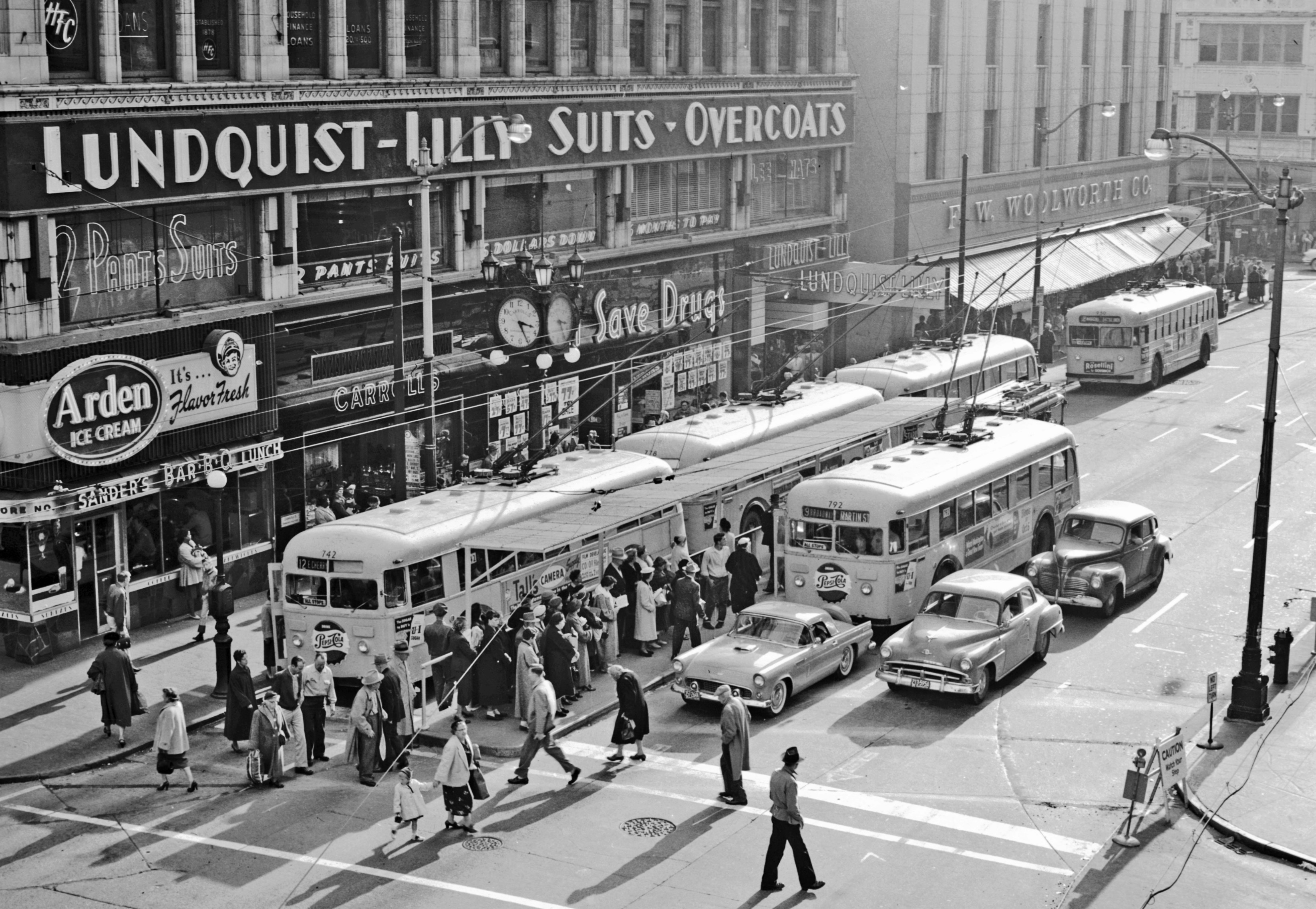
1950年代のトロリーバス（1956年撮影）

戦後、路線バスの路線網が拡大し自家用車の使用率も増える中、トロリーバスは一部区間が廃止されたものの新たな区間の開通も相次ぎ、1962年に実施されたシアトル万国博覧会に伴って臨時に設置された電化区間を含め、同年にはシアトルのトロリーバスの路線網は最大を記録した。だが、それ以降はトロリーバスよりも安価で運用可能な路線バスの普及により、コスト面で有利とされた丘陵地帯の区間を除き路線の廃止が相次いで行われるようになった。しかし、自動車の騒音や排気ガスの問題が深刻化した事に加えて1973年の石油危機もきっかけとなってトロリーバスの需要が再度高まり始め、1970年代後半から1980年代にかけて、新型車両の大量導入と並行して廃止された路線の復活を含めたトロリーバス路線の拡張が行われた。また、1990年に開通したダウンタウン・シアトル・トランジット・トンネル（Downtown Seattle Transit Tunnel）は内部が架線電化されており、地上区間の走行用にディーゼルエンジンを搭載したトロリーバス車両がトンネルを経由するバスの系統に導入された。

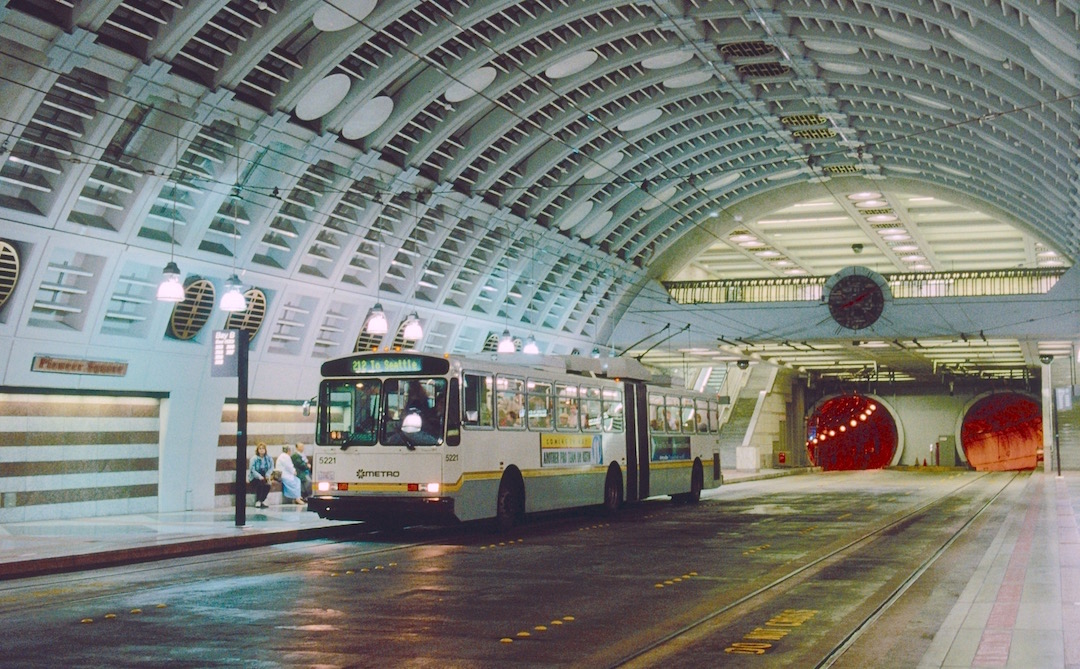
ダウンタウン・シアトル・トランジット・トンネルに直通するバス系統にはディーゼルエンジンを搭載したトロリーバスが使用された

運営組織については幾度かの再編を経て1994年以降はシアトルを含めたキング郡の交通機関を担うメトロ（キング郡メトロ）による運営が行われている。2010年代初頭には施設の老朽化や経済的な要因からディーゼルバスへの置き換えが検討された事があったが、最終的に環境に優しく騒音も少ないトロリーバスを今後も運行する方針が決定し、以降は路線の延伸や新型車両の導入を積極的に行っている。一方、ダウンタウン・シアトル・トランジット・トンネルを経由していたバス系統については、同トンネルを共有していたライトレール（リンク・ライトレール）の将来的な拡張に対応するため2019年に地上の道路へ移行している。

## 路線
2024年現在、キング郡メトロが運営するトロリーバス路線は以下の通り。ただし、47号線については2020年以降運休している。
| 系統番号 | 起点                       | 終点             | 備考             |
| -------- | -------------------------- | ---------------- | ---------------- |
| 1        | Kinnear                    | Downtown Seattle | [ 11 ]           |
| 2        | West Queen Anne            | Madrona Park     | [ 12 ]           |
| 3        | Seattle Pacific University | Madrona          | [ 13 ]           |
| 4        | Seattle Pacific University | Judkins Park     | [ 14 ]           |
| 7        | Rainier Beach              | Downtown Seattle | [ 15 ]           |
| 10       | Interlaken Park            | Downtown Seattle | [ 16 ]           |
| 12       | Interlaken Park            | Downtown Seattle | [ 17 ]           |
| 13       | Seattle Pacific University | Downtown Seattle | [ 18 ]           |
| 14       | Mount Baker                | Downtown Seattle | [ 19 ]           |
| 36       | Othello Station            | Downtown Seattle | [ 20 ]           |
| 43       | University District        | Downtown Seattle | [ 21 ]           |
| 44       | Ballard                    | UW Station       | [ 22 ]           |
| 47       | Summit                     | Downtown Seattle | 2020年以降運休中 |
| 49       | University District        | Downtown Seattle | [ 24 ]           |
| 70       | University District        | Downtown Seattle | [ 25 ]           |

## 車両

### 現有車両

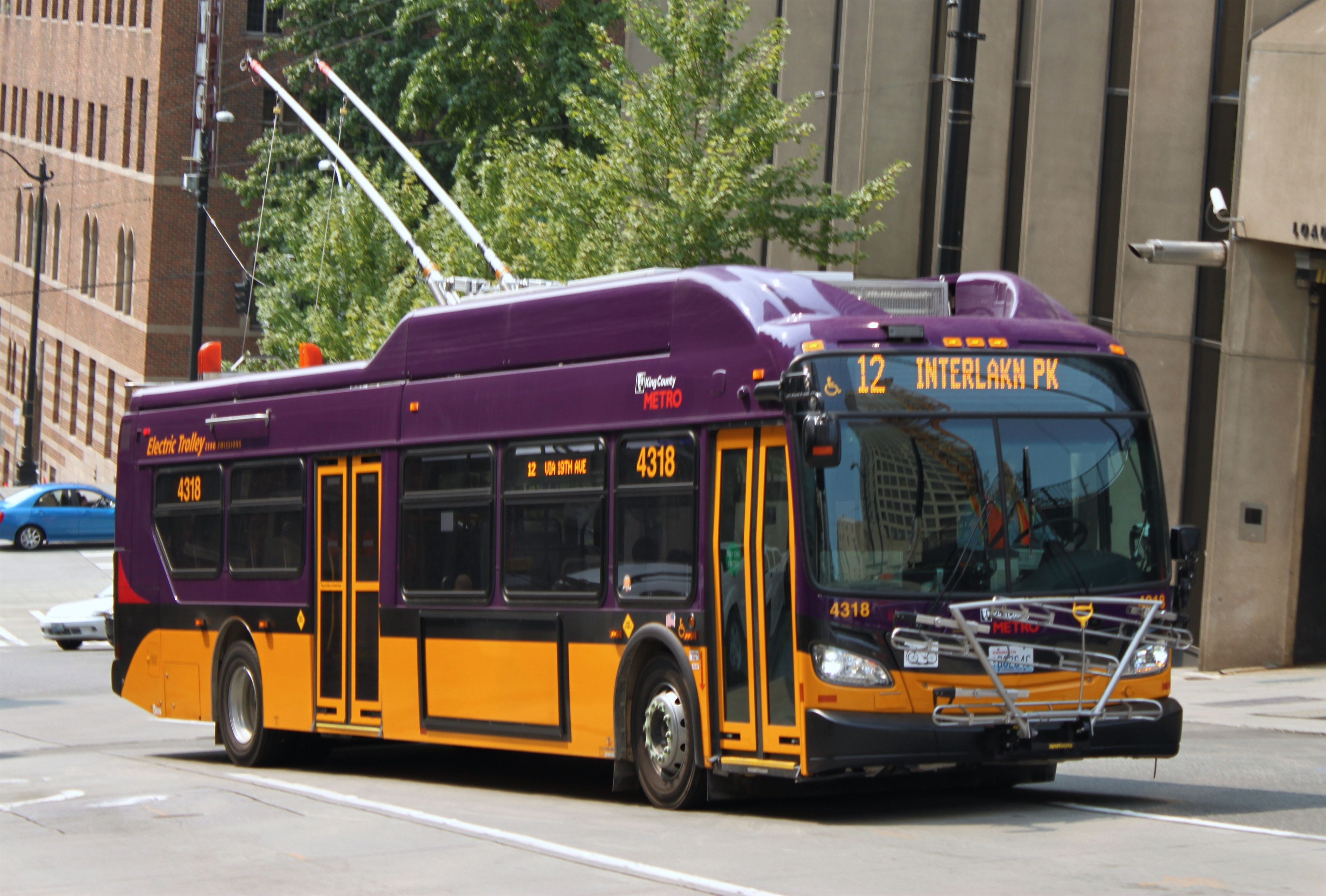
XT40（2015年撮影）

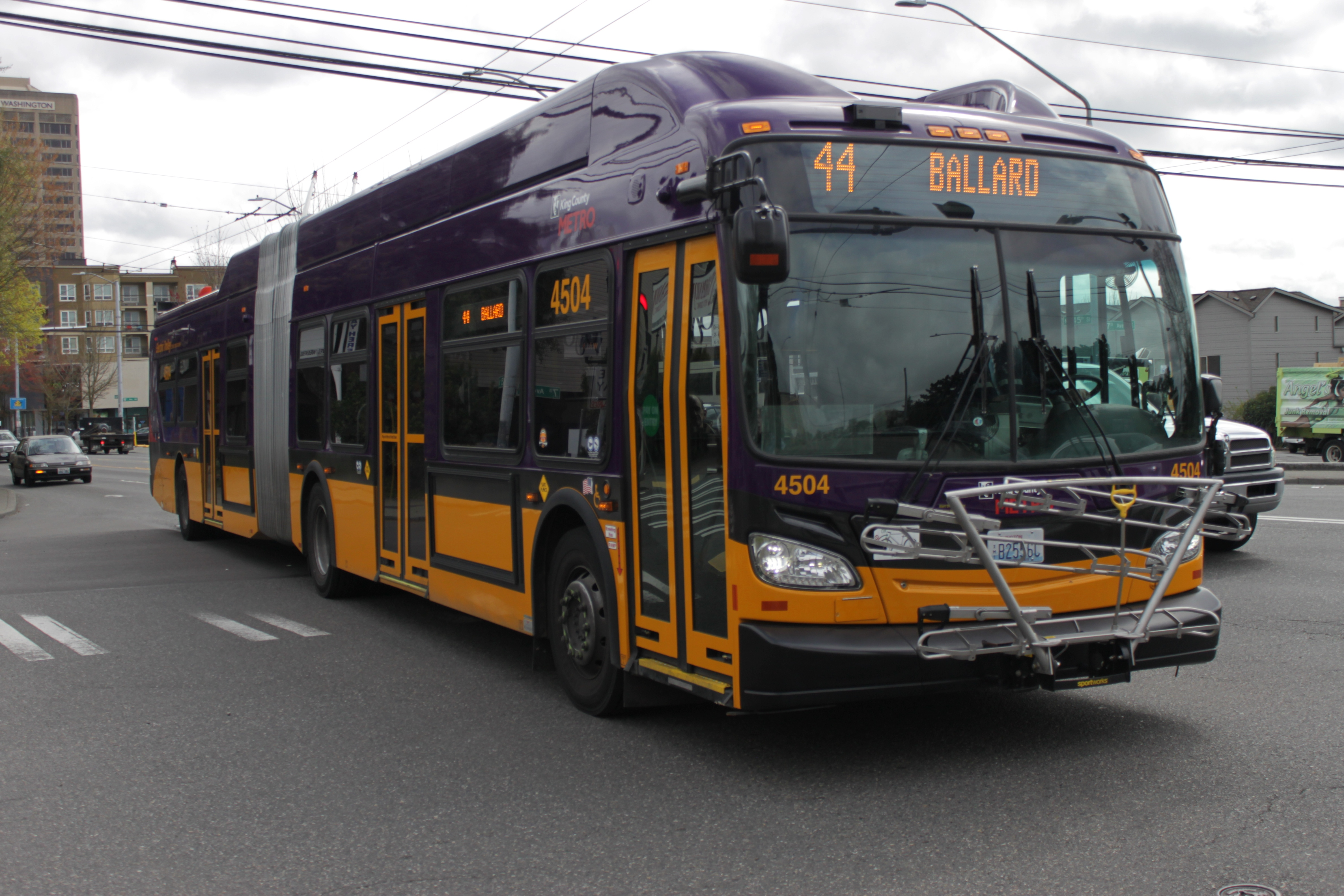
XT60（2016年撮影）

2024年9月時点でシアトルのトロリーバスで使用されている車両は174台で、全車ともバスメーカーのニューフライヤー（New Flyer）が展開する「エクセルシオール（Xcelsior）」で、そのうち110台が全長40 ft (12 m)の「XT40」、64台が全長60 ft (18 m)の連節バスである「XT60」である。2014年から2016年にかけて導入されたこれらの車両には、停電時や集電用のポールが架線から外れた際でも短距離の自走が可能なよう充電池が搭載されている。

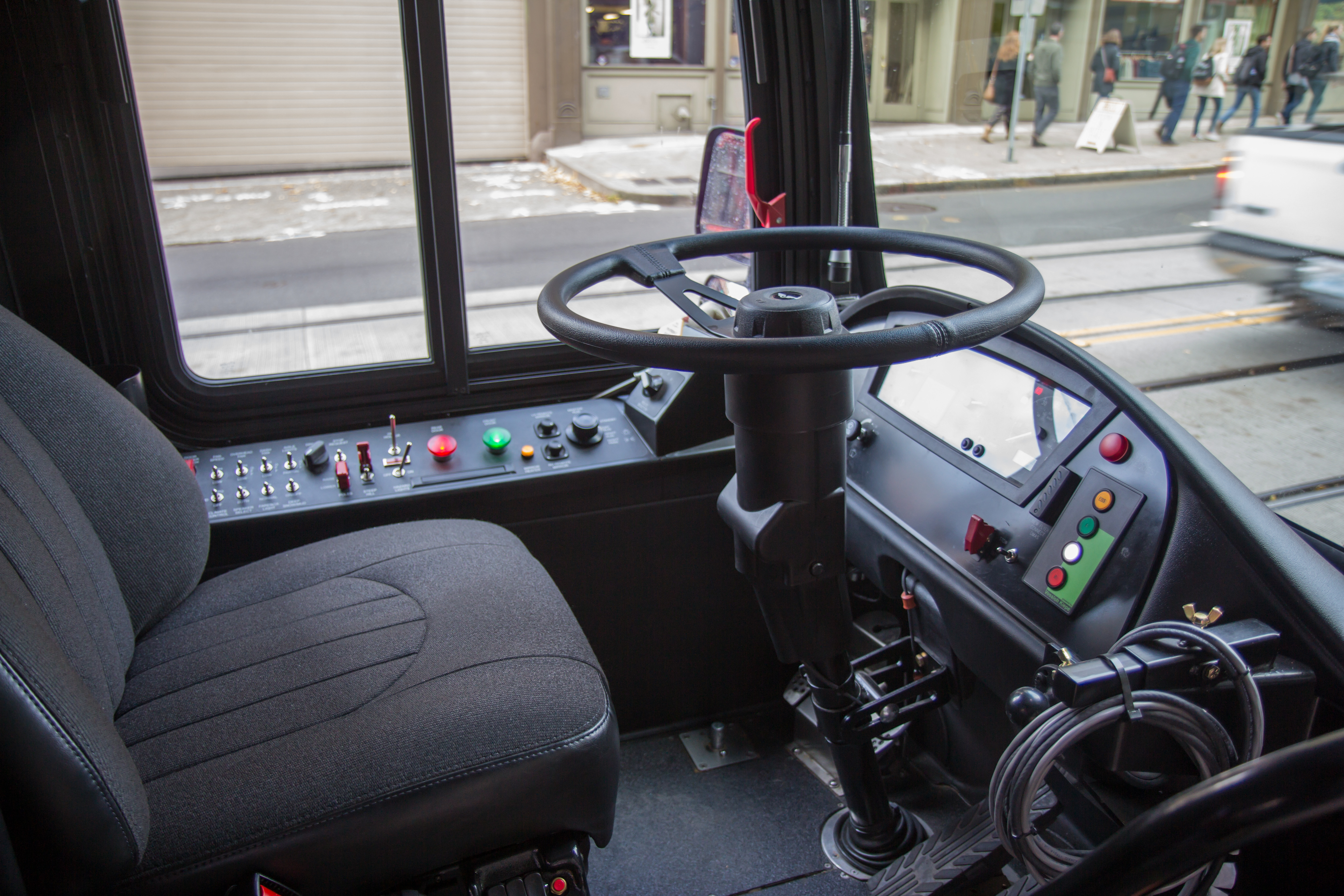
運転台
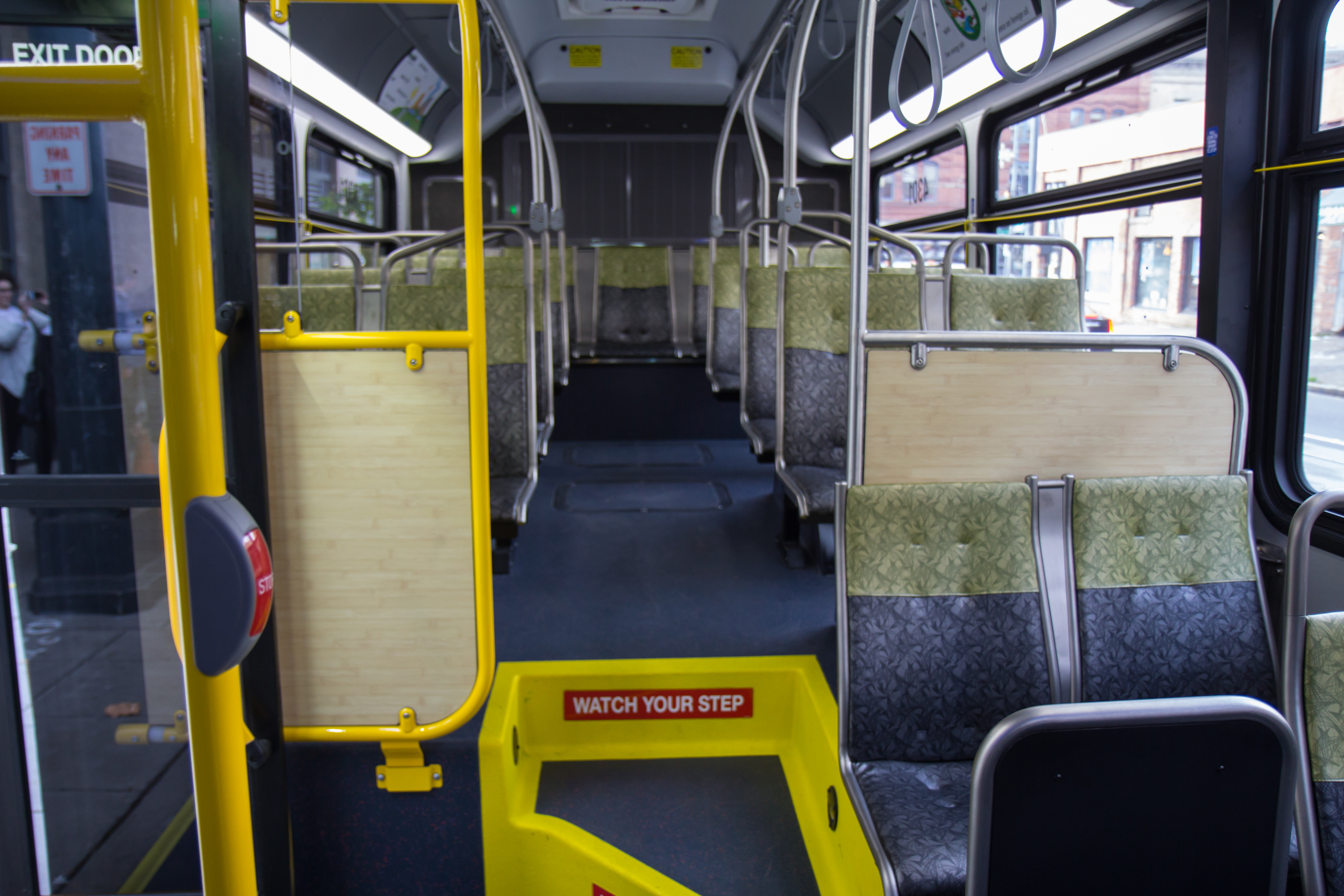
車内（XT40）
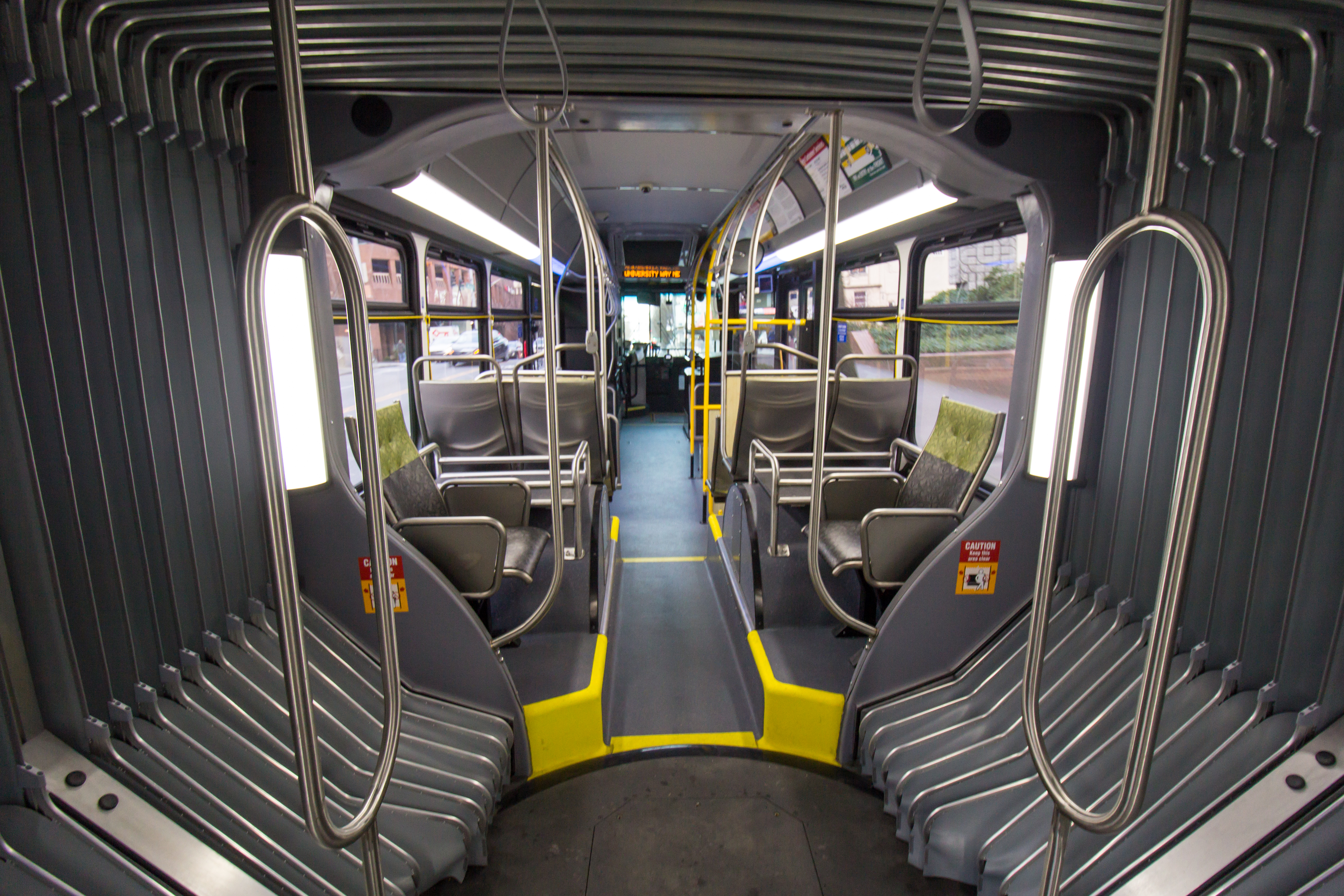
車内（XT60）

### 過去の車両
シアトルのトロリーバスで使用された車両の一部は、メトロ従業員歴史的車両協会（Metro Employees Historic Vehicle Association、MEHVA）による動態保存が行われている。

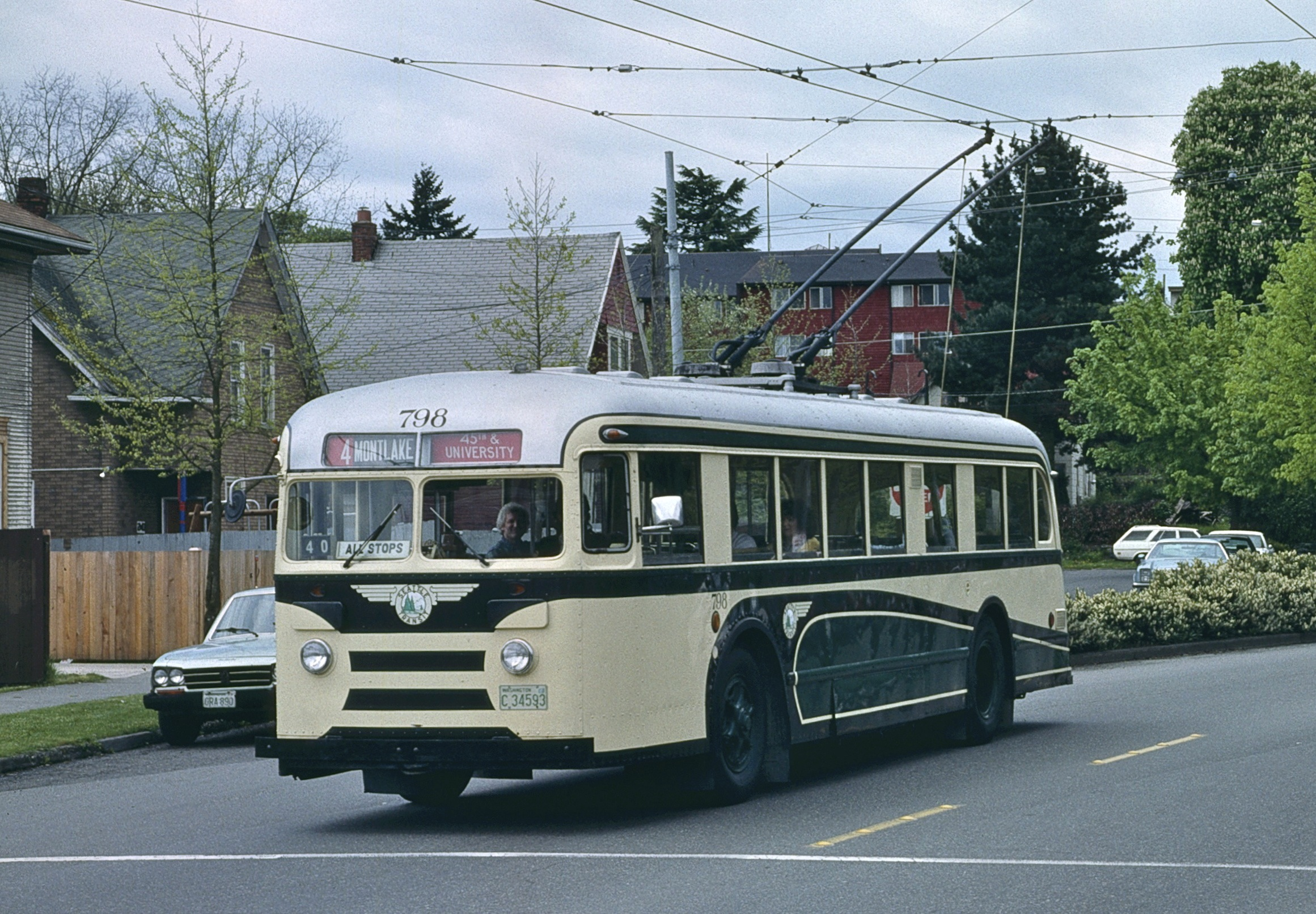
パッカー-ブリル製車両（1990年撮影）
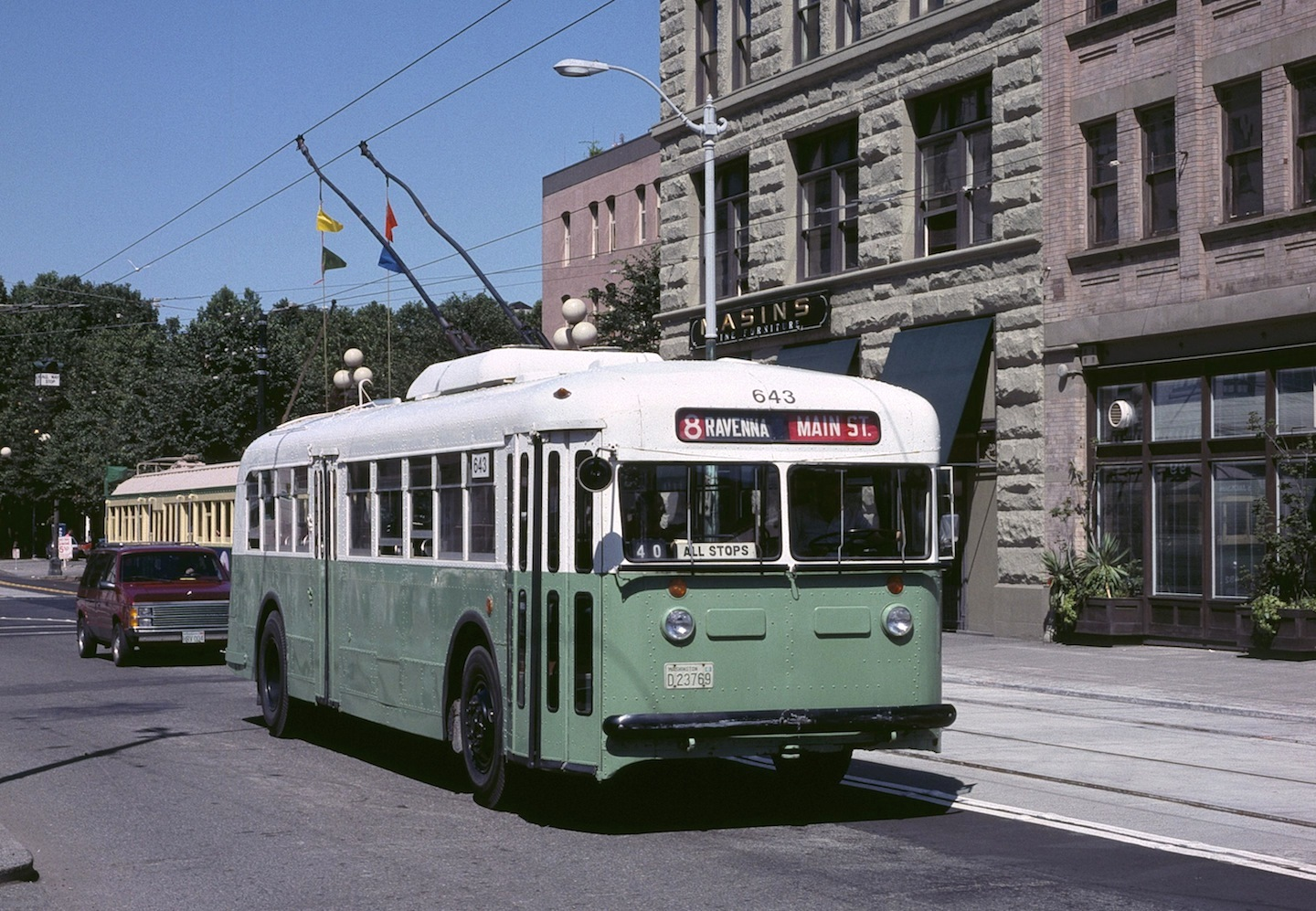
ツインコーチ（英語版）製車両（1990年撮影）
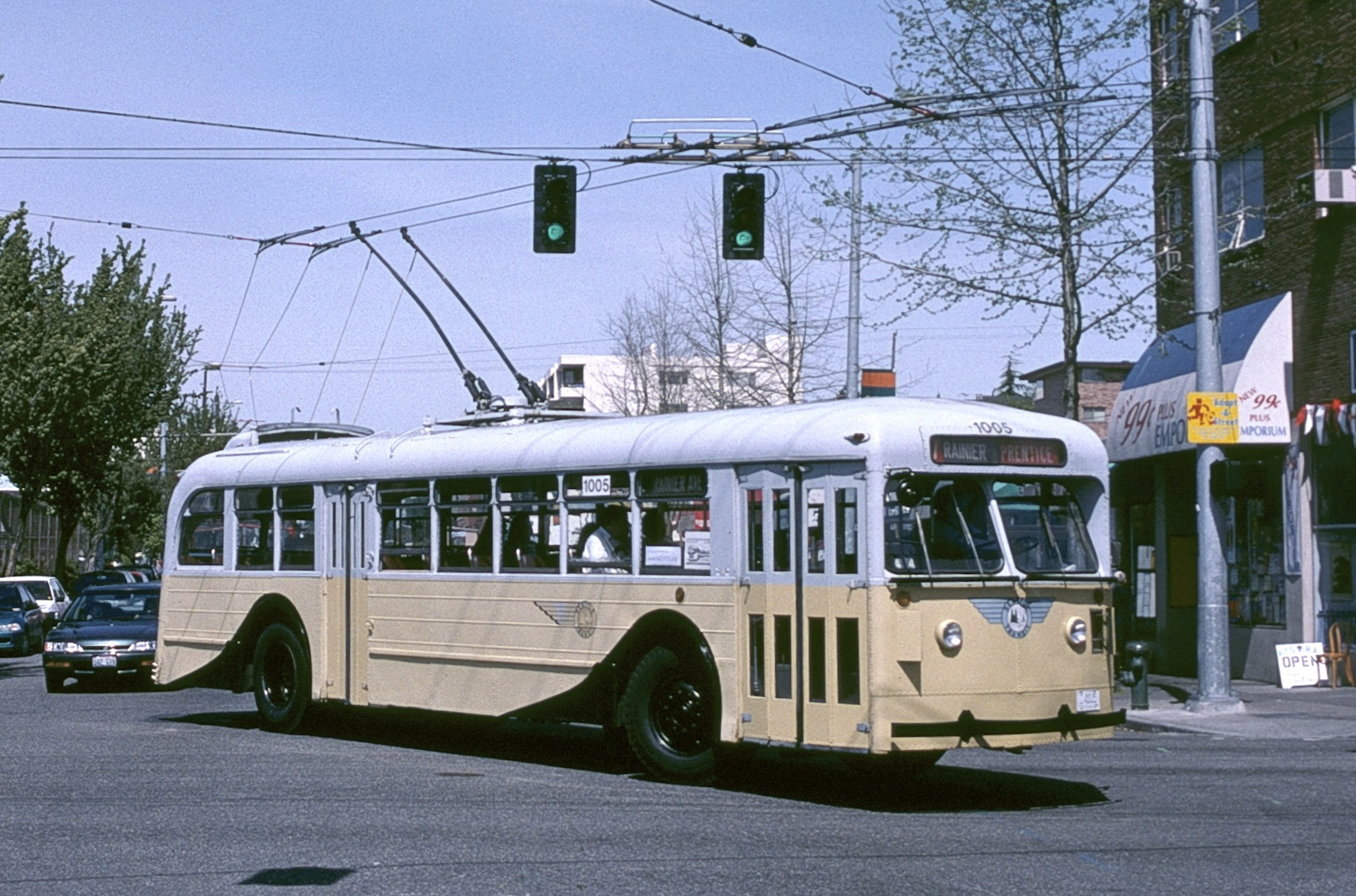
プルマン・スタンダード製車両（2000年撮影）
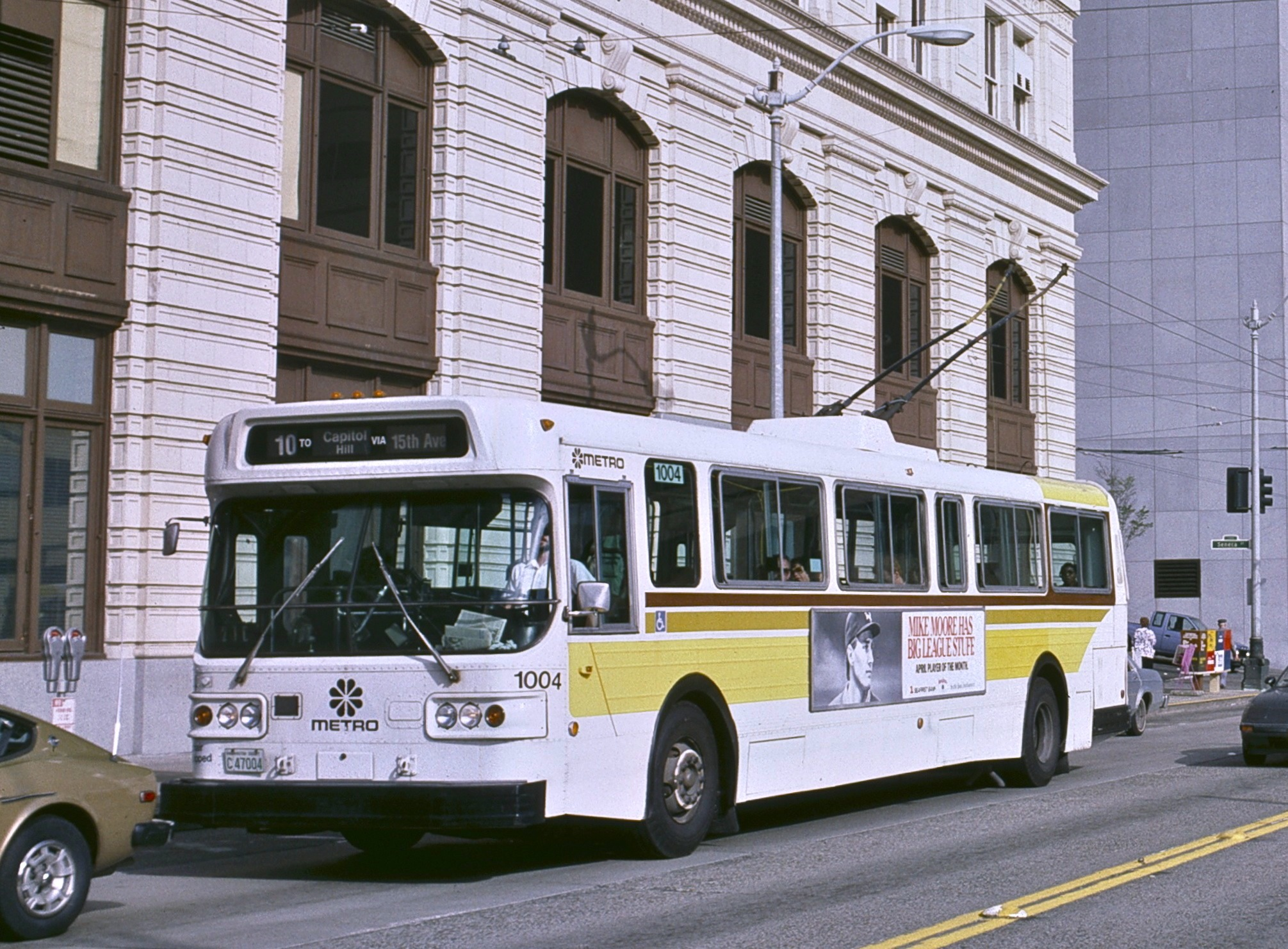
AMゼネラル製車両（1986年撮影）
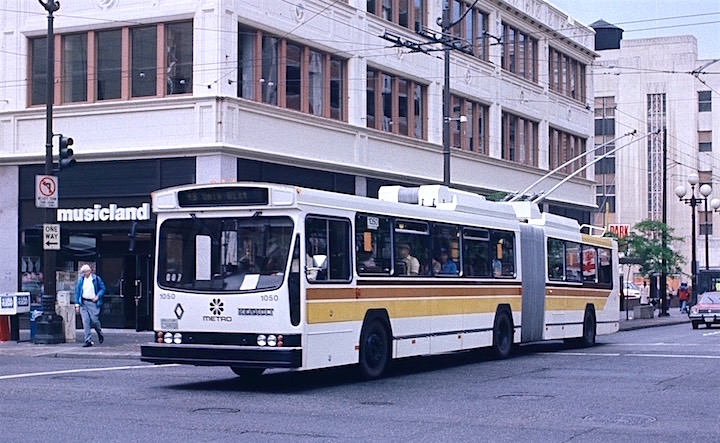
ルノー製連節バス（ディーゼルエンジン搭載）（1983年撮影）
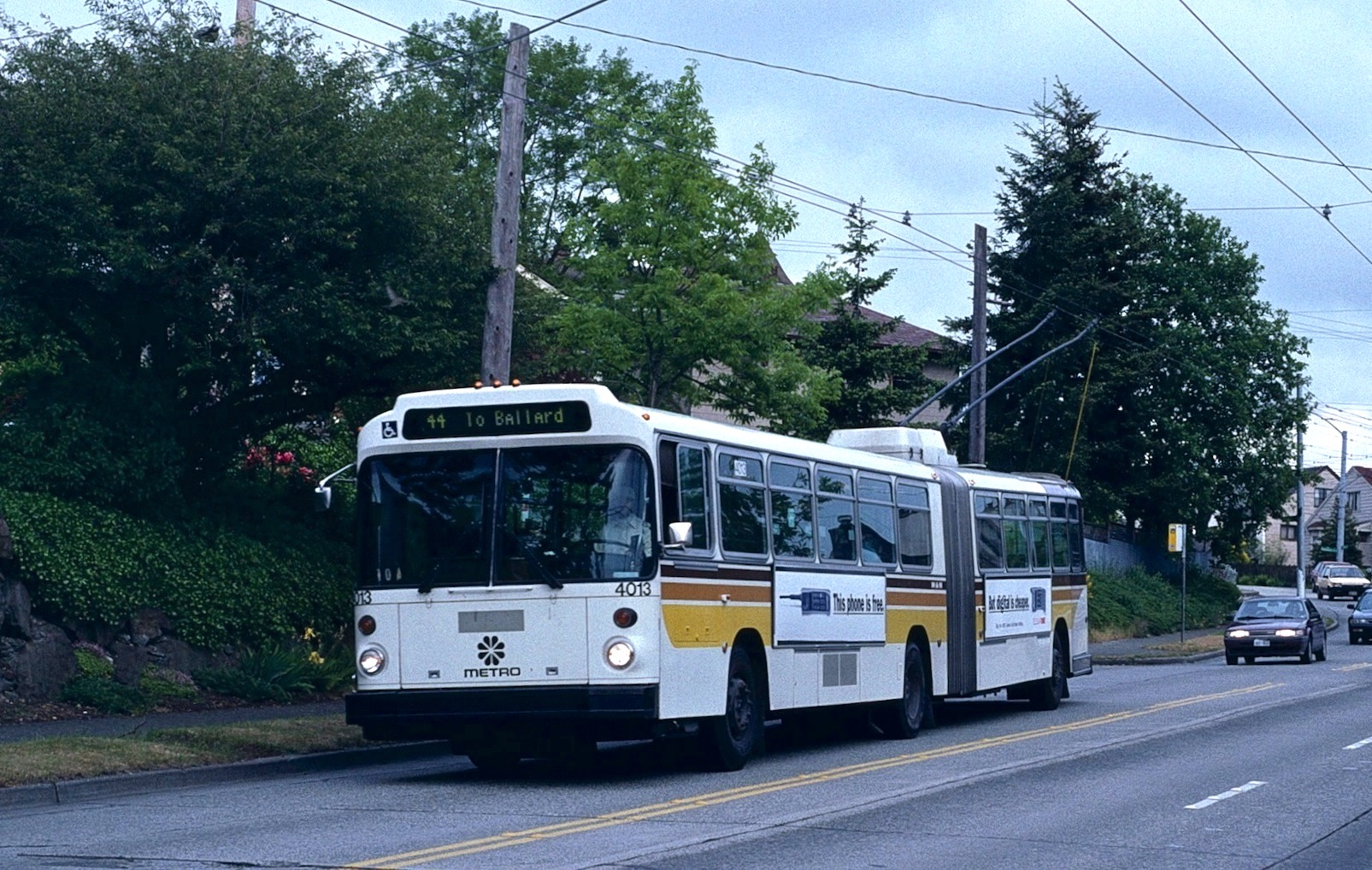
MAN製連節バス（1994年撮影）
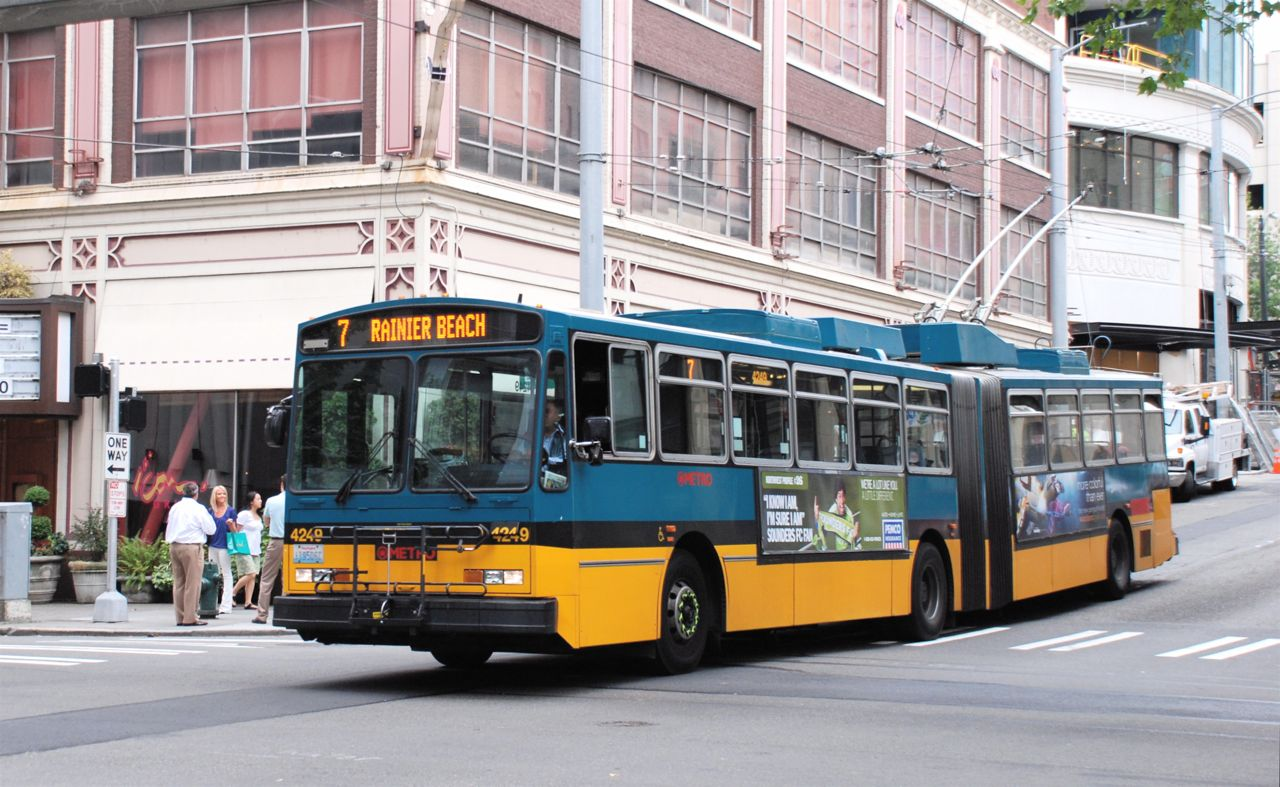
ブレーダ製連節バス（ディーゼルエンジン搭載）（2009年撮影）
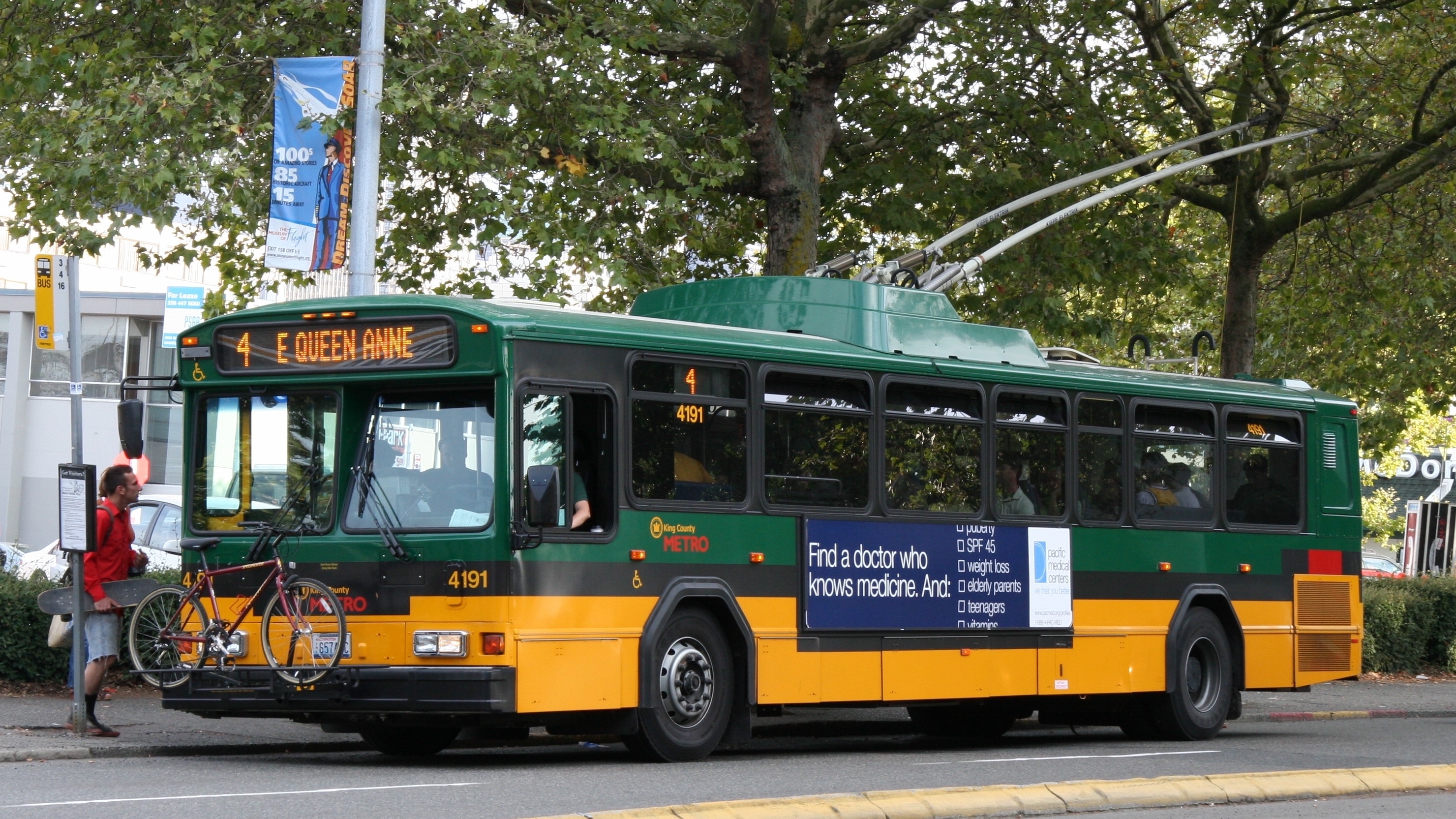
ギリグ（英語版）製車両（2005年撮影）